# Brigi Rafini
Brigi Rafini (Iferouâne, 7 aprile 1953) è un politico nigerino.

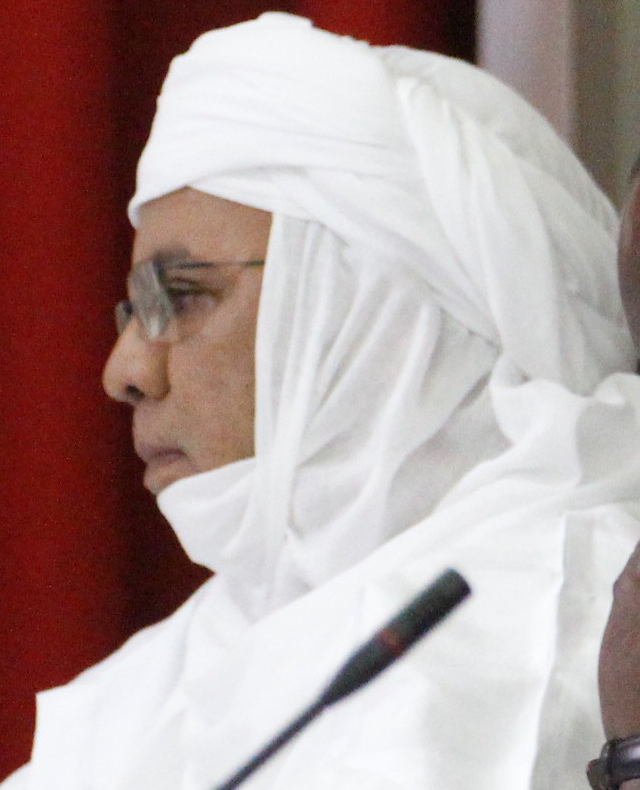
Rafini nel 2014

È stato il primo ministro del Niger dall'aprile 2011 all'aprile 2021.